# Серектас (петроглифы)
Серектас — петроглифы в одноимённых горах.

## Исторические события
Петроглифы в горах Серектас впервые были выявлены Н. Н. Пантусовым в самой первой в истории археологической разведочной экспедиции в Чу-Илийские горы в 1897 г. В 1992 г.
В районе гор Серектас археологом А. Е. Рогожинским и геологом Б. Ж. Аубекеровым проводилась разведка, выявившая на правом берегу реки Серектас несколько небольших скоплений петроглифов и старинных надписей, стоянки и могильники разных эпох. В 2000—2001 гг. в районе гор Серектас археолого-геологической группой под руководством Б. Ж. Аубекерова и Р. Сала также обнаружен ряд местонахождений петроглифов и поселения эпохи бронзы, стоянки раннего железного века и нового времени. Изучение петроглифов и раскопки на поселениях проводились А. Н. Марьяшевым, А. С. Ермолаевой, С. А. Потаповым.
В 2007 году в верховье реки Серектас, на утесе над руинами поселения XIX века, А. Е. Рогожинским обнаружены выбитые арабографичные надписи и тамга типа тумар племени шапырашты Старшего жуза с датой «1869 год». Надписи содержат имя Малыбая Килбайулы, состоявшего в последней трети XIX в. в ауле № 3 Куртинской волости, а затем управителем той же волости. В 0,5 км от этой зимовки обнаружены руины крупной каменной постройки (мечети конца XIX — начала XX века), вблизи которой на склоне сопки находятся пять скальных плоскостей с арабографичными надписями.

## Описание памятника
Горы Серектас и долина одноименной реки (правый приток реки Ащысу) относятся к северо-восточной периферии центральной части Чу-Илийских гор. По экологическим условиям это сравнительно скупой водными ресурсами и пастбищными угодьями район, удобный для обитания относительно небольших групп кочевников, о чем свидетельствуют состав и топография известных в данной местности памятников разных исторических эпох. К примеру, в этом месте известно только одно поселение поздней бронзы, частично изученное раскопками и расположенное у южного склона главного массива Серектас, на правом берегу реки. На этом месте также же обнаружено всего 3-4 плоскости с маловыразительными петроглифами эпохи бронзы. Значительно чаще встречаются стоянки кочевников, датирующиеся от рубежа н. э. до XX в. включительно. Возле одной из стоянок «усуньского» периода (раскопки А. Н. Марьяшева и С. А. Потапова) на скале выбито много разновременных рисунков, в том числе раннего железа, средневековья, а также арабографичные надписи-автографы и петроглифы, изображения юрт и стационарных жилищ с дверями, окнами, наподобие построек на зимниках казахов XIX — начала XX в. Данные петроглифы отражают обстоятельства не только завершающего этапа расселения в Семиречье казахских родов, но и перехода кочевников к более сложной организации хозяйства и быта в рамках осуществлявшейся в тот период колониальной политики (изъятие земель под переселенческие поселки, «земельная теснота» и упадок кочевого хозяйства, разложение аула и оседание кочевников).
В одном из пунктов, на скале над руинами стоянки того же периода, вместе с обще племенной тамгой шапырашты (тумар) дважды выбита арабографичная именная надпись «Малыбай Килбайулы» и дата «1869 год». В списке юртовладельцев Куртинской волости Верненского уезда за 1871 г. Малдыбай, сын Кийлибая Джанакина (Джанаханова), значится в ауле № 3, состоявшем из шапырашты рода асыл отделений ажике и кеней, совместно с отцом он владел 400 баранов, 54 лошадьми и 8 верблюдами. Имя зажиточного и деятельного Малдыбая Кийлибаева неоднократно встречается в других документах, из которых следует, что уже в 1879 г. он был избран волостным управителем Куртинской волости, а отец его — старшиной родного аула № 3. Однако из тех же документов следует, что Малдыбай был неграмотным и вместо личной подписи ставил только родовую тамгу-тумар, поэтому надпись и дата основания зимовки в Серектасе, вероятно, выбиты кем-то от имени заказчика. Вблизи надписей и зимовки волостного управителя сохранились руины крупной каменной постройки мечети, рядом с которой на пяти камнях есть молитвенные надписи и автографы, один из которых датируется 1916 г.

## Местонахождение объекта
Горы Серектас расположены в 18 км к северо-востоку от посёлка Карабастау Жамбылского района Алматинской области, в 20 км к востоку от Историко-культурного и природного заповедника «Тамгалы».

## Сохранность памятника
Комплекс памятников гор Серектас находится под охраной государства, но не входит в Государственный список памятников истории и культуры. Физическая охрана памятников на месте отсутствует, на территории находится несколько фермерских крестьянских хозяйств.